# Georges Dransart
Georges Marcel Dransart (* 12. Mai 1924 in Paris; † 14. Juni 2005 in Créteil) war ein französischer Kanute.

## Erfolge
Georges Dransart gewann bei den Olympischen Spielen 1948 in London zwei Bronzemedaillen im Zweier-Canadier. Auf der 1000-Meter-Strecke starteten er und Georges Gandil in einer acht Boote umfassenden Konkurrenz, die sie in einer Rennzeit von 5:15,2 Minuten abschlossen. Sie kamen mit einem Rückstand von 8,1 Sekunden hinter den siegreichen Tschechoslowaken Jan Brzák-Felix und Bohumil Kudrna und sieben Sekunden auf die US-Amerikaner Steve Lysak und Steve Macknowski ins Ziel, womit sie die Bronzemedaille gewannen. Über die 10.000-Meter-Distanz erreichten Dransart und Gandil in 58:00,8 Minuten erneut als Dritte das Ziel. Ihr Rückstand auf die Olympiasieger Steve Lysak und Steve Macknowski betrug 2:05,5 Minuten sowie auf Václav Havel und Jiří Pecka aus der Tschechoslowakei 22,3 Sekunden.
1952 in Helsinki qualifizierte er sich im Zweier-Canadier zusammen mit Armand Loreau auf der 1000-Meter-Strecke als Sieger des zweiten Vorlaufs für das Finale, in dem sie als Vierte knapp einen Medaillengewinn verpassten. Ihr Rückstand auf die drittplatzierten Deutschen Egon Drews und Wilfried Soltau betrug lediglich 0,3 Sekunden. Bei den Vier Jahre darauf bestritt Dransart mit Marcel Renaud in Melbourne im Zweier-Canadier zwei Wettkämpfe. Über 1000 Meter zogen sie nach Rang drei im Vorlauf in den Endlauf ein und verpassten dort als Vierte die Medaillenränge. Weitaus erfolgreicher verlief der Tags zuvor durchgeführte Wettbewerb auf der 10.000-Meter-Strecke. Nach 54:48,3 Minuten überquerten Dransart und Renaud als Zweite die Ziellinie, knapp 46 Sekunden hinter den siegreichen Pawel Charin und Grazian Botew aus der Sowjetunion sowie 28,3 Sekunden vor den drittplatzierten Imre Farkas und József Hunics aus Ungarn.
1950 ging Dransart in Kopenhagen bei den Weltmeisterschaften an den Start und sicherte sich mit Armand Loreau im Zweier-Canadier sowohl über 1000 Meter als auch über 10.000 Meter die Silbermedaille. Ab 1959 war er im Wildwasserrennsport im Zweier-Canadier sehr erfolgreich. Bei den Weltmeisterschaften in Treignac wurde er mit Georges Turlier Weltmeister, zwei Jahre darauf wurde er in Hainsberg mit Nicole Lansmanne Vizeweltmeister im Mixed. 1963 und 1965 folgten in Spittal an der Drau Titelgewinne im Mixed, sowie 1963, 1969 in Bourg-Saint-Maurice und 1971 in Meran im Mannschaftswettbewerb des Mixed. Zudem sicherte er sich 1971 in der Einzelkonkurrenz des Mixed Bronze.